# Роккаспарвера
Роккаспарвера (итал. Roccasparvera) — коммуна в Италии, располагается в регионе Пьемонт, в провинции Кунео.
Население составляет 728 человек (2008 г.), плотность населения составляет 66 чел./км². Занимает площадь 11 км². Почтовый индекс — 12010. Телефонный код — 0171.
Покровителем коммуны почитается святой Антоний Великий, празднование 17 января.

## Демография
Динамика населения:

## Администрация коммуны
- Официальный сайт: http://www.comune.roccasparvera.cn.it/

## Города-побратимы
- Рейан (Франция)